# Bomarea shuttleworthii
Bomarea shuttleworthii là một loài thực vật có hoa trong họ Alstroemeriaceae. Loài này được Mast. miêu tả khoa học đầu tiên năm 1882.